# 매리는 외박중 (드라마)
《매리는 외박중》은 2010년 11월 8일부터 2010년 12월 28일까지 방영된 KBS 2TV 월화 드라마이다.
이 드라마는 당초 인은아 작가가 집필을 맡았지만 제작진과 드라마 방향과 관련된 이견을 빚어 10회 만에 하차한 후 11회부터 고봉황 작가가 집필자로 들어왔고 이 과정에서 시청률이 갈수록 떨어졌다.

## 등장인물

### 주요 인물
- 문근영 : 위매리(24세) 역
- 장근석 : 강무결(24세) 역
- 김재욱 : 정인(28세) 역
- 김효진 : 서준(28세) 역

### 가족
- 박준규 : 정석(52세) 역 - 정인의 아버지
- 박상면 : 위대한(45세) 역 - 위매리의 아버지
- 이아현 : 감소영(41세) 역 - 강무결의 어머니

### 친구 및 동료
- 채민희 : 장 PD 역
- 심이영 : 방실장(31세) 역
- 이선호 : 이안(28세) 역
- 김민규 : 리노(27세) 역
- 금호석 : 요한(25세) 역
- 박철현 : 레오(23세) 역
- 김해림 : 지혜(24세) 역
- 이은 : 소라(24세) 역

## 시청률
최저 시청률과 최고 시청률은 시청률 조사회사와 지역별로 시청률에 차이가 있을 수 있습니다.
| 2010년 | 2010년    | 2010년         | 2010년       | 2010년         | 2010년       |
| 회차   | 방송일    | TNMS 시청률    | TNMS 시청률  | AGB 시청률     | AGB 시청률   |
| 회차   | 방송일    | 대한민국(전국) | 서울(수도권) | 대한민국(전국) | 서울(수도권) |
| ------ | --------- | -------------- | ------------ | -------------- | ------------ |
| 제1회  | 11월 8일  | 6.7%           | 7.3%         | 8.5%           | 9.7%         |
| 제2회  | 11월 9일  | 7.0%           | 7.3%         | 8.0%           | 8.5%         |
| 제3회  | 11월 15일 | 8.8%           | 8.7%         | 9.0%           | 9.8%         |
| 제4회  | 11월 16일 | 7.0%           | 7.1%         | 8.8%           | 9.6%         |
| 제5회  | 11월 22일 | 7.1%           | 7.2%         | 7.8%           | 7.6%         |
| 제6회  | 11월 29일 | 6.6%           | 7.2%         | 6.6%           | 7.7%         |
| 제7회  | 11월 30일 | 7.1%           | 7.4%         | 6.7%           | 7.0%         |
| 제8회  | 12월 6일  | 5.6%           | 6.7%         | 7.9%           | 8.8%         |
| 제9회  | 12월 7일  | 5.1%           | 6.5%         | 5.7%           | 6.9%         |
| 제10회 | 12월 13일 | 5.6%           | 6.9%         | 6.1%           | 7.1%         |
| 제11회 | 12월 13일 | 6.1%           | 7.2%         | 8.4%           | 8.6%         |
| 제12회 | 12월 14일 | 5.0%           | 6.8%         | 6.3%           | 7.5%         |
| 제13회 | 12월 20일 | 5.9%           | 6.9%         | 6.4%           | 7.8%         |
| 제14회 | 12월 21일 | 5.9%           | 6.8%         | 6.6%           | 7.5%         |
| 제15회 | 12월 27일 | 5.3%           | 6.6%         | 5.9%           | 6.7%         |
| 제16회 | 12월 28일 | 6.6%           | 7.4%         | 7.3%           | 8.0%         |

## 결방 사유 및 연속 방송
- 2010년 11월 23일에 방영할 예정이었던 제6회 방송분은 연평도 해안 포격 사태로 결방되었다.[2][3]
- 2010년 12월 13일 : 밤 10시부터 2회 연속방송 (10회, 11회)

## 수상 경력
- 2010년 KBS 연기대상 여자 최우수연기상, 베스트 커플상, 여자 인기상 문근영
- 2010년 KBS 연기대상 베스트 커플상, 해외 네티즌상 장근석

## 경쟁 프로그램
- 역전의 여왕 (MBC 월화드라마)
- 자이언트
- 아테나 - 전쟁의 여신 (SBS 월화드라마)